# Трёхпалый дятел
Трёхпалый дятел, или желтоголовый дятел (лат. Picoides tridactylus) — птица семейства дятловых, распространённая в хвойных и смешанных лесах Евразии. Предпочитает угнетённые, часто заболоченные участки леса. Более обычен на севере ареала, в том числе в сплошной темнохвойной тайге. От других дятлов региона отличается лимонно-жёлтой, а не красной шапочкой перьев на голове. Гнездится парами, в остальное время года ведёт одиночный образ жизни. На большей части территории оседлая птица, на севере Сибири в зимнее время откочёвывает к югу. Питается насекомыми, главным образом живущими в гнилой древесине.
В вид иногда включают североамериканскую популяцию, которую рассматривают как конспецифичную по отношению к евроазиатской. Тем не менее, генетические исследования показывают значительные различия между этими двумя группами, и по этой причине было принято выделить американских птиц в отдельный вид Picoides dorsalis.

## Описание

### Внешний вид
Небольшая птица с довольно крупной головой и острым клювом; чуть мельче большого пёстрого дятла, однако в половину крупнее малого пёстрого. Длина 21—24 см, размах крыльев 33—37 см, масса 50—90 г. Оперение чёрно-белое, но со стороны выглядит скорее тёмным из-за преимущественно чёрных боков и крыльев. Красные отметины на голове и подхвостье, характерные для других дятлов, отсутствуют. Вместо них у самца и молодых птиц обоего пола на темени развита лимонно-жёлтая, у самки серебристо-серая шапочка с тёмными пестринами. По бокам головы чередование чёрных и белых полос, одна из которых образует узкие «усы» от угла клюва, а вторая тянется от глаза и опускается вдоль боковой части шеи. Вдоль спины от зашейка до надхвостья проходит белая полоса — отчётливо различимая у большинства форм и слабо развитая у подвида alpinus, населяющего горы Центральной Европы. Нижняя часть беловатая с тёмными отметинами продольной, поперечной либо V-образной формы; интенсивность этих отметин уменьшается с запада на восток и с севера на юг. На ноге 3 пальца — два направлены вперёд и один назад. Четвёртый палец редуцирован. Полёт быстрый и прямолинейный.

### Голос
Достаточно молчалив и в сравнении с другими дятлами обладает более бедным репертуаром. Обычная позывка, издаваемая в течение года — мягкое «тюк» или «тик» — ниже, чем у большого пёстрого дятла, но выше, чем у белоспинного. При возбуждении издаёт серию аналогичных звуков — достаточно быструю, хотя и медленнее, чем таковая у большого пёстрого и среднего дятлов. В начале сезона размножения издаёт щебечущие или стрекочущие звуки, более тихие и мягкие чем у большого пёстрого дятла. Барабанят оба пола, самки в меньшей степени. Дробь больше похожа на таковую у белоспинного дятла и заметно отличается от дроби большого пёстрого дятла — она длиннее и энергичнее, напоминает автоматную очередь.

## Распространение

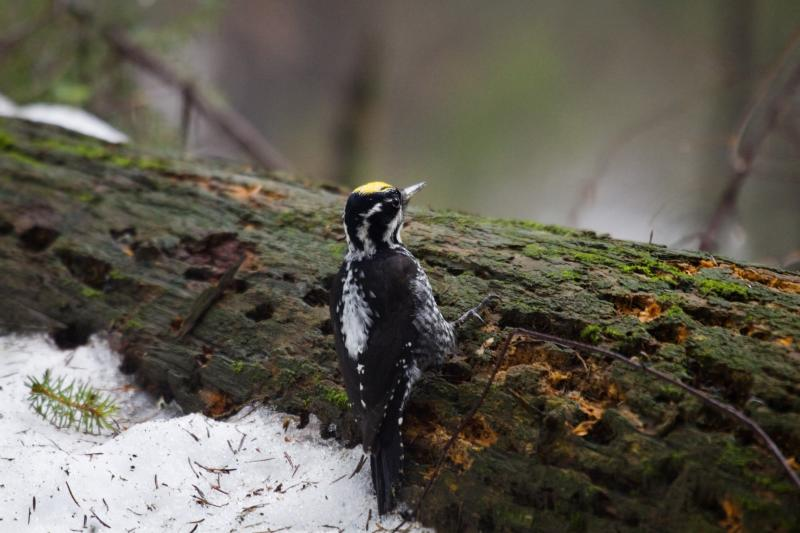

### Ареал
Область распространения — полоса хвойных и смешанных лесов Евразии от Скандинавии и Центральной Европы к востоку до Камчатки, Сахалина, Хоккайдо и Корейского полуострова. В центральных областях Европы ареал спорадичный, в основном ограничен горными районами. Небольшие популяции отмечены во французских Альпах и на западе Германии; в Греции, Македонии, Чехии, Словакии, Латвии и Литве гнездится очень редко. Несколько лучше обстоят дела в Польше — дятлы достаточно многочисленны в Карпатах и Беловежской пуще, а также в небольшом количестве гнездятся в Августовской пуще. Основной участок ареала находится на территории России, а также в Скандинавии (около 80 тыс. пар) и Финляндии (23 тыс. пар). В Казахстане гнездится лишь на крайнем востоке и юго-востоке страны в горах Тянь-Шаня и Джунгарского Алатау. В Монголии распространён к югу до южных склонов Хангая и Хэнтэя, на северо-востоке Китая к югу до Большого Хингана и провинции Хэйлунцзян, восточнее до северо-восточной части Кореи. Изолированный участок имеется на юге Китая в районе южного Ганьсу, северной и западной Сычуань, восточном и южном Цинхае и северо-западном Юньнань. К востоку от материка гнездится на Шантарских островах, Сахалине и Хоккайдо.
На севере распространён до границы древесной растительности — селится по лиственничным островам в южной части тундры, местами гнездится в заполярье. Встречается к северу в Норвегии до 70° с. ш., в Швеции до 60° с. ш., в Финляндии до 63° с. ш., на Кольском полуострове до устья Колы, в долине Печоры до 67° с. ш., на западе Сибири до района Обской губы, в бассейнах Енисея и Лены до 68° с. ш., в бассейне Индигирки до 70° с. ш., в бассейне Колымы до 68° с. ш., в долине Анадыря до 67° с. ш. Наиболее обычен в северной части ареала, но во многих местах редок.

### Места обитания

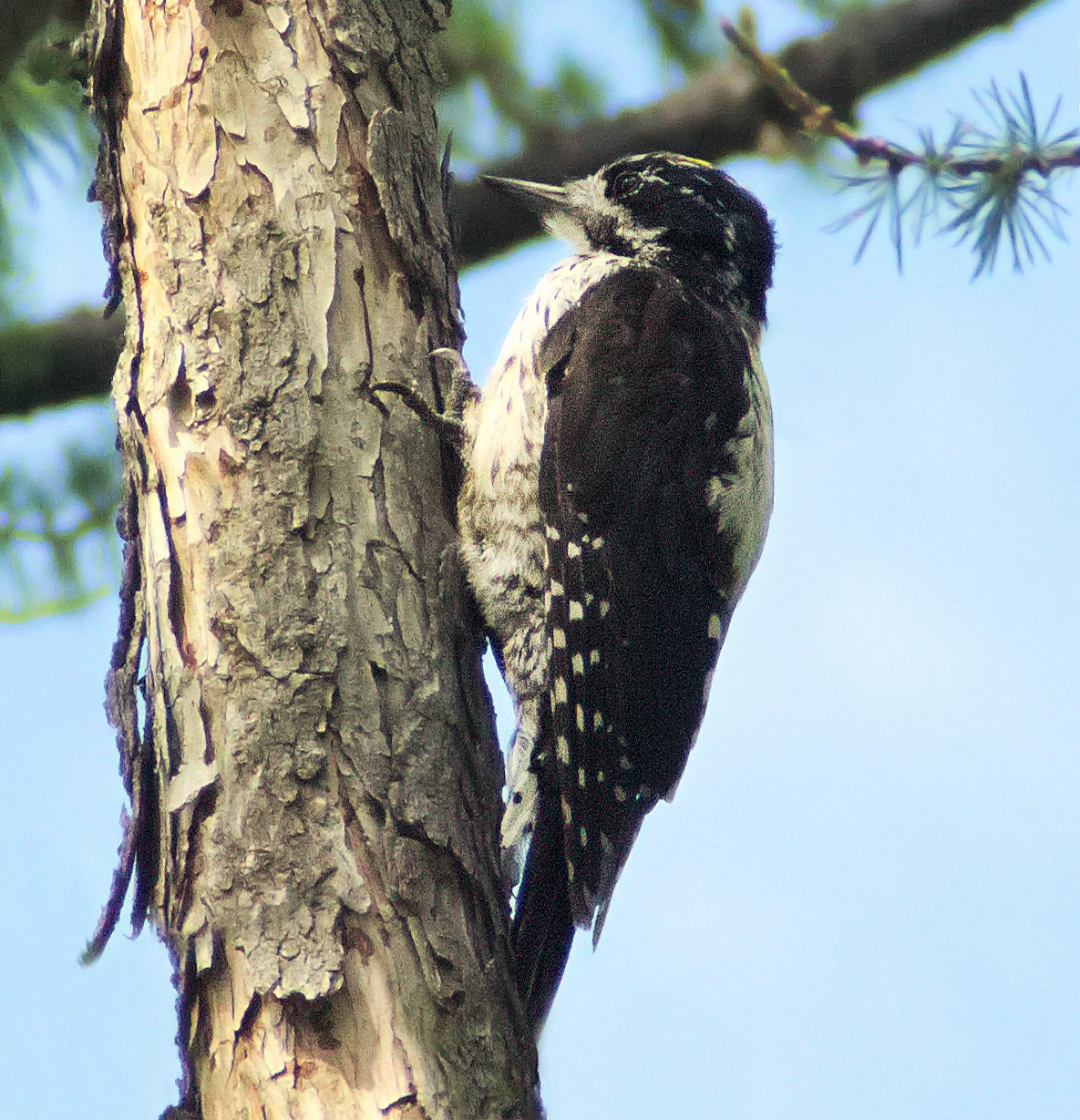
Трёхпалый дятел в лиственничнике

Населяет зрелые хвойные и смешанные леса таёжного типа, часто угнетённые или сухостойные. В Центральной и Восточной Европе селится в горной лесистой местности в промежутке между 650 и 1900 м над уровнем моря, выбирая труднодоступные склоны, поросшие хвойными породами деревьев — елью, сосной, европейским кедром, либо полузаболоченные участки с участием ясеня и ольхи, а также дубово-грабовые рощи. На севере Европы гнездится в спелых и перестойных лесах с доминированием ели и пихты. В Сибири обычен в сплошной темнохвойной тайге и лиственничниках. Повсюду отдаёт предпочтение низинным затопляемым участкам старого леса, где имеется много больных и погибших деревьев. Нередко встречается на гарях, вырубках, по окраинам болот. В Монголии отмечен до 2300 м , в юго-восточном Тибете до 3300—4000 м над уровнем моря.

## Питание
Питается насекомыми, главным образом личинками и куколками ксилофагов. Среди жуков преобладают короеды и усачи, в меньшей степени питается листоедами, златками, долгоносиками, жужелицами, пестряками, узкотелками и некоторыми другими. Из молей употребляет в пищу личинки совок, пядениц, листовёрток и древоточиц. Кроме питающихся древесиной, иногда поедает и других беспозвоночных — муравьёв, пауков, веснянок, кузнечиков, мух, пчёл, даже моллюсков. Из растительных кормов питается древесным соком, изредка употребляет в пищу ягоды рябины. Шишек не долбит.
Корм чаще всего добывает из под коры деревьев, иногда за день успевая ободрать крупную ель, где может прятаться до 10 тыс. личинок короедов. Летом также часто ловит открыто ползающих насекомых. Реже долбит гнилую древесину либо обшаривает поверхность стволов и сучьев. Если дерево не полностью очищено за раз, возвращается к нему на следующий день. После таяния снега исследует лежащие на земле сучья и покрытые мхом гнилые пни. На поверхности земли корм собирает очень редко. Кормится обычно на высоте 1—3 м от земли, отдавая предпочтение погибшим деревьям, нередко покосившимся или лежащим на боку. В гнездовой период самцы в среднем добывают корм несколько ниже самок, предпочитая пни и выбирая более крупные стволы. С другой стороны, самки иногда кормятся на живых деревьях.

## Размножение

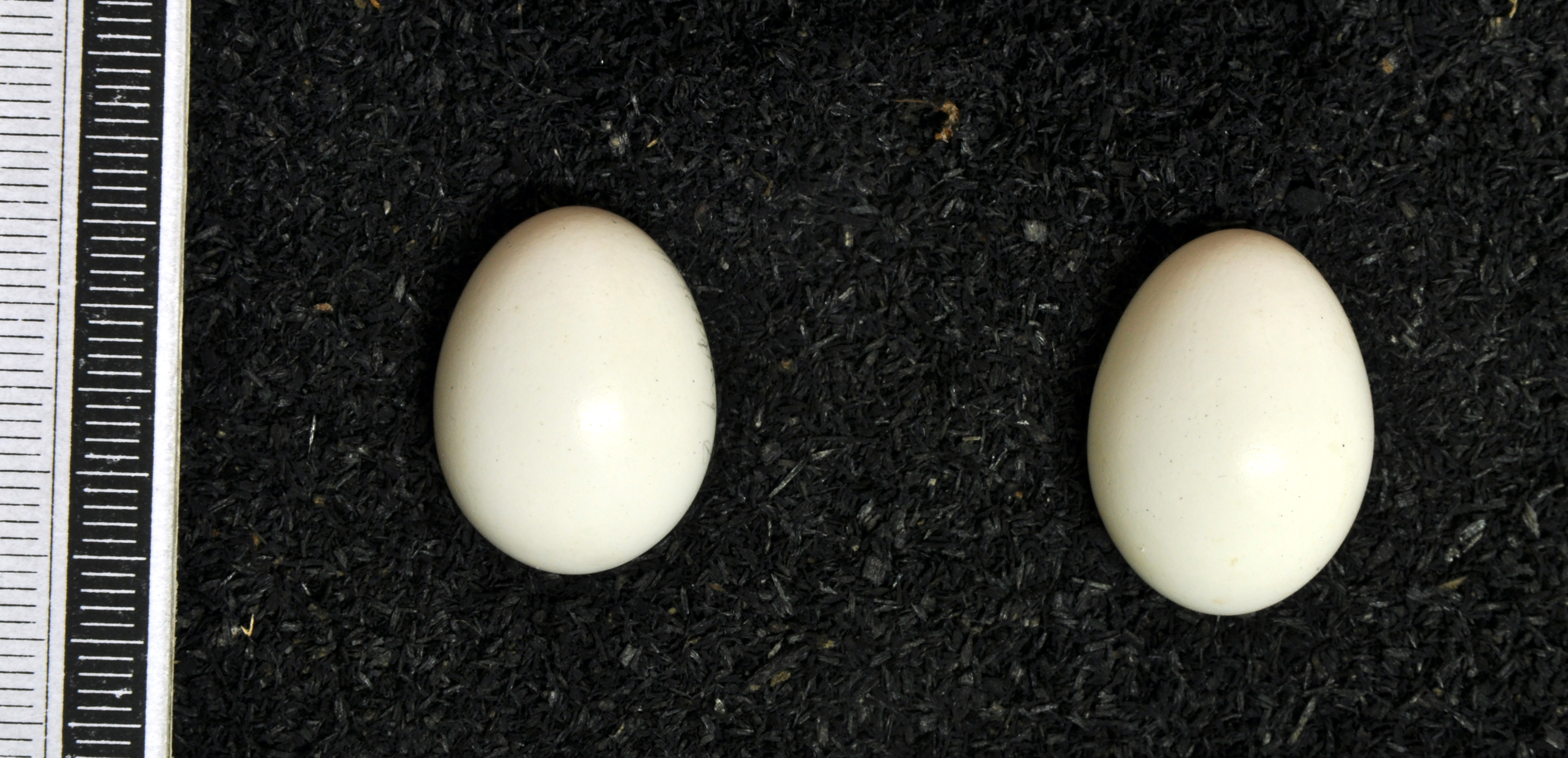
Яйца из коллекции Музея Висбадена

Моногамен, хотя в Германии были отмечены отдельные случаи классической полиандрии. Половая зрелость, по всей видимости, приступает к концу первого года жизни. Как и белоспинный дятел, гнездится довольно рано: откладка яиц приходится на середину или вторую половину мая, при этом на юге Европы птицы приступают к размножению на две недели раньше северных популяций. Брачное пробуждение птиц начинается с февраля и продолжается до конца мая — в этот период птицы обоих полов издают барабанную дробь и верещат. Образование пар происходит в промежутке между концом марта и началом мая; во время ухаживания самцы порхают как бабочки, вытягивают клюв, покачивают головой и взъерошивают перья на темени. Дятлы ежегодно выдалбливают новое дупло, выбирая погибшее либо изъеденное грибком дерево с подгнившей сердцевиной — как правило, это ель или другое хвойное дерево, но может быть тополь или берёза. Высота дупла от земли обычно варьирует в промежутке от 1 до 10 м, хотя известны и более высокие постройки. На долбление уходит более 5-и дней, в строительстве принимают участие обе птицы пары. Диаметр дупла 8—14 см, глубина дупла 20—35 см, диаметр летка 4— 5 см. В большинстве случаев леток направлен в южном направлении. В качестве выстилки используется лишь древесная труха.
В кладке 3—6 (редко 7) продолговатых белых яиц с гладкой блестящей скорлупой. Размеры яиц: (21—28)х(17—21) мм. Насиживание с последнего яйца; сидят обе птицы, за день сменяясь 5—6 раз. Тем не менее, в тёмное время суток в гнезде находится только самец. Голые и беспомощные птенцы появляются на свет синхронно через 11—14 дней после начала насиживания. Их выкармливают по очереди оба родителя, отрыгивая принесённую пищу из клюва в клюв. Обычно тихие и незаметные, после появления потомства дятлы становятся беспокойными и более шумными; подросшее потомство кричит, высунувшись из гнезда. В возрасте 22—26 дней птенцы покидают гнездо и начинают перепархивать, однако ещё около месяца держатся возле родителей, после чего окончательно рассеиваются. На северо-западе России слётки появляются с конца июня до середины июля.

## Систематика
Издание «Handbook of the birds of the world» выделяет 5 подвидов трёхпалого дятла, не считая североамериканской популяции, чей статус ранее был повышен до самостоятельного вида. Изменчивость проявляется в варьировании соотношения чёрного и белого на разных частях оперения, в характере и степени развития тёмного и белого рисунков.
- P. t. tridactylus (Linnaeus, 1758) — Северная Европа к востоку до Уральского хребта, к югу до района Гродно, южных частей Смоленской, Московской, Тамбовской, Пензенской, Ульяновской областей. В Азии средняя и южная тайга от Южного Урала к востоку и югу до Алтая, южных склонов Хангая, Хэнтэя, Маньчжурии, долины Уссури и Сахалина.
- P. t. crissoleucus (Reichenbach, 1854) — северная тайга от Уральского хребта к востоку до долины верхнего Анадыря, долины Пенжины, северного и западного побережий Охотского моря, к югу в Западной Сибири до 57° с. ш., до района Новосибирска, северной части Восточного Саяна, северного Прибайкалья, северного Забайкалья, Станового хребта, района села Аян.
- P. t. albidior Stejneger, 1885 — Камчатка.
- P. t. alpinus C. L. Brehm, 1831 — горные районы центральной, южной и юго-восточной Европы. В Азии Тянь-Шань, северо-восточная часть Корейского полуострова и Хоккайдо.
- P. t. funebris J. Verreaux, 1870 — юго-западный Китай, Тибет.

Международный союз орнитологов выделяет 8 подвидов.